# Boris Johnson
Alexander Boris de Pfeffel Johnson, britanski politik, novinar in publicist, * 19. junij 1964, New York, Združene države Amerike.
Johnson je trenutni predsednik vlade Združenega kraljestva in vodja Konservativne stranke. Pred nastopom te funkcije julija 2019 je bil član Parlamenta (MP) za Uxbridge in Južni Ruislip od leta 2015 dalje in MP za Henley od 2001 do 2008. Od leta 2008 do 2016 je bil župan Londona, med 2016 in 2018 pa je bil zunanji minister Združenega kraljestva. Kot član Konservativne stranke se Johnson opredeljuje za paternalistični enonarodni konservatizem, nagibal pa se je na stran tako ekonomsko kot socialno liberalne politike.
Rodil se je v New Yorku bogatim angleškim staršem zgornjega srednjega razreda in se šolal na Evropski šoli v Bruslju, v Hiši Ashdown ter na Kolidžu Eton. Nato je študiral klasično književnost na Kolidžu Balliol v Oxfordu, kjer so ga leta 1986 izvolili za predsednika skupnosti Oxford Union. Svojo kariero v novinarstvu je začel pri Timesu, vendar so ga zaradi ponarejenega citata odpustili. Kasneje je postal dopisnik Daily Telegrapha iz Bruslja; njegovi članki so močno prispevali k evroskeptičnemu ozračju na britanski desnici. Bil je pomočnik urednika Telegrapha od leta 1994 do 1999, med 1999 in 2005 pa je urejal časopis The Spectator. Leta 2001 je bil izvoljen v parlament za volilni okraj Henley kot član kabineta v senci pod vodjema konservativcev Michaelom Howardom in Davidom Cameronom. V precejšnji meri se je držal linije konservativne stranke, je pa v vprašanjih, kot so pravice LGBT, v parlamentu zastopal socialno liberalnejša stališča.
Kot konservativni kandidat za župana Londona je Johnson leta 2008 premagal laburističnega župana Kena Livingstona in se sedežu v House of Commons odpovedal. Med svojim prvim županskim mandatom je prepovedal alkohol na večini linij javnega potniškega prometa, se zavzemal za londonski finančni sektor ter uvedel avtobuse New Routemaster, sistem za najemanje koles in žičnico čez Temzo. Leta 2012 je bil ponovno izvoljen, pri tem je znova premagal Livingstona. Med drugim mandatom je bil izvoljen za predsednika odbora za Poletne olimpijske igre 2012. Leta 2015 je bil izvoljen v Westminster kot poslanec za Uxbridge in Južni Ruislip, zato je naslednje leto odstopil kot župan. Leta 2016 je Johnson postal viden predstavnik uspešne kampanje Vote Leave (»Glasuj za odhod«) za Brexit. Pozneje ga je Theresa May imenovala za ministra za zunanje zadeve in za zadeve Commonwealtha, vendar ji je po dveh letih dal odpoved, ker se ni strinjal z njenimi stališči glede Brexita in tudi ne s sporazumom iz Chequersa. Leta 2019 ga je Konservativna stranka izvolila za vodjo in ga imenovala za predsednika vlade, konec januarja 2020 pa je država pod njegovim vodstvom tudi formalno izstopila iz Evropske unije.
Decembra 2021 je izbruhnil škandal, ko se je razvedelo, da se je udeležil zasebne zabave v času veljavnosti ukrepov omejevanja stikov med pandemijo koronavirusne bolezni, za kar je bil kot prvi britanski premier v zgodovini kaznovan za prekršek v času, ko je bil še na položaju. Poročilo o incidentu je vodilo do glasovanja o nezaupnici, ki ga je prestal. Nov škandal je sledil julija 2022, po imenovanju Chrisja Pincherja, obtoženega spolnega nadlegovanja več žensk, na položaj v vodstvu stranke. Zaradi tega je odstopila vrsta ministrov Johnsonove vlade, kar je tudi njega prisililo v odstop. 6. septembra 2022 je bila za novo predsednico vlade imenovana njegova ministrica za zunanje zadeve Liz Truss. Sam ostaja poslanec.
Johnson je za britansko politiko in za novinarstvo kontroverzna oseba. Podporniki so ga hvalili kot zabavno, duhovito in priljubljeno pojavo, privlačno ne samo tradicionalnim konservativnim volivcem. Po drugi strani je bil deležen kritik levice in desnice, očitali so mu elitizem, kronizem, nepoštenost, lenobo, rasistično in homofobno izražanje. Johnson je predmet več biografij in številnih literarnih referenc.

## Zgodnja leta

### Otroštvo: 1964–1977
Johnson se je rodil 19. junija 1964 v New Yorku. Njegovo rojstvo so zabeležile tako oblasti ZDA kot tudi Britanski konzulat, tako da mu je bilo dodeljeno ameriško in britansko državljanstvo. Njegov oče Stanley Johnson je tedaj študiral ekonomijo na Univerzi Columbia.
Johnsonov ded po materini strani je bil odvetnik Sir James Fawcett. Johnsonova mati je bila Charlotte Fawcett, umetnica iz družine liberalnih intelektualcev, ki se je poročila s Stanleyjem leta 1963, pred njuno selitvijo v ZDA. Njen stari oče je bil Elias Avery Lowe, paleograf, judovski priseljenec iz Rusije v ZDA, stara mati pa je bila Helen Tracy Lowe-Porter, prevajalka Thomasa Manna. Johnsonov praded po materini strani je bil litovski Jud in ortodoksni judovski rabin. Johnson se je zaradi pestrosti prednikov opisal kot »talilni lonec v eni osebi« – v katerem se združujejo prastari starši, med njimi Muslimani, Judje in Kristjani.
Septembra 1964 so se vrnili v Veliko Britanijo, da je Charlotte lahko študirala na Univerzi v Oxfordu. S sinom je živela v mestu Summertown, Oxford, in leta 1965 rodila hčerko Rachel. Julija 1965 se je družina preselila v Severni London, februarja 1966 pa v Washington D.C., kjer je Stanley dobil službo pri Svetovni banki. Tretji otrok Leo se je rodil septembra 1967. Stanley je nato dobil zaposlitev pri političnem odboru za nadzor prebivalstva, tako da je se družina junija preselila v Norwalk, Connecticut.
Leta 1969 je Stanley družino preselil na družinsko kmetijo v Nethercote blizu Winsforda na zahodu Anglije. Tam je Johnson dobil svoje prve izkušnje z lovom na lisico. Stanley je bil redno odsoten iz Nethercote, tako da je vzgojo sina v veliki meri prepustil njegovi materi in varuškam au-pair. Kot otrok je bil Johnson tih in prizadeven, trpel pa je zaradi naglušnosti, ki ga je stala kar nekaj operacij. Otroke so vse spodbujali že od mladega, da se lotevajo resnih tem; uspeh je bil ustrezno nagrajevan. Prva ambicija Johnsona, ki se je še spominja, je bila postati »kralj vsega sveta«. Ker so imeli komaj kaj prijateljev, so si bili mladi Johnsoni zelo blizu in tako tudi ostali.
Konec leta 1969 je družina preselila v Maida Vale v zahodnem London, kjer je Stanley začel s podoktorskim študijem na Londonski šoli za ekonomijo. Charlotte in otroci so se leta 1970 za kratek čas vrnili v Nethercote, nato pa znova v London, v Primrose Hill, kjer je Boris obiskoval osnovno šolo. Konec 1971 se jim je rodil še sin Joseph.
Ko je Stanley dobil zaposlitev pri Evropski komisiji, se je družina aprila 1973 preselila v Uccle, Bruselj, kjer se je Johnson naučil francosko. Charlotte je doživela živčni zlom, tako da je bila hospitalizirana zaradi klinične depresije; Johnson in njegovi bratje in sestre so končali leto 1975 v Hiši Ashdown, v pripravljalnem internatu v Vzhodnem Sussexu. Tu je Boris vzljubil ragbi ter se odlikoval v stari grščini in latinščini; da so učitelji uporabljali telesno kaznovanje, ga je potrlo. Stanley in Charlotte sta šla decembra 1978 narazen in se leta 1980 ločila. Charlotte se je preselila v stanovanje v Notting Hill, kjer so otroci preživeli veliko časa z njo.

### Eton in Oxford: 1977–1987
Johnson je dobil Kraljevo štipendijo za šolanje na Eton College, elitnem neodvisnem internatu v Etonu, Berkshire. V internat je prišel jeseni 1977, začel je uporabljati ime Boris namesto Alex in razvil »ekscentrično angleško persono«, po kateri je pozneje postal znan. Opustil je katolicizem svoje matere in prestopil v Anglikansko cerkev. Čeprav se šola v poročilih pritožuje zaradi njegovih brezdelnosti, samozadovoljstva in zamud, je bil Johnson na Etonu priljubljen in poznan. Njegovi prijatelji so bili večinoma iz premožnega srednjega in zgornjega razreda; njegova najboljša prijatelja sta bila Darius Guppy in Charles Spencer, oba sta mu sledila v Oxford in tudi kot odrasli so ostali prijatelji. Johnson se je odlikoval v angleščini in klasikih, zanje je dobival nagrade, postal je tajnik šolskega debatnega krožka in urednik šolskega glasila Kronika internata Eton. Konec leta 1981 je bil sprejet v Združenje Eton. Po zaključku Etona si je Johnson privoščil enoletni premor v Avstraliji, kjer je učil angleščino in latinščino v Kampusu Timbertop, elitnem neodvisnem internatu.
Johnson je dobil štipendijo za študij Literae Humaniores, štiriletni študijski program na Kolidžu Balliol v Oxfordu. Z vpisom na univerzo konec leta 1983 se je pridružil generaciji študentov na Oxfordu, ki so v začetku 21. stoletja prevladali v britanski politiki in medijih, kot so visoki člani konservativne stranke David Cameron, William Hague, Michael Gove Jeremy Hunt ter Nick Boles. Na univerzi je igral ragbi za Balliol in ostal v stiku predvsem s starimi Etonijci, med drugim s članstvom v klubu Bullingdon, pivski združbi višjega razreda, ki je bila znana predvsem po vandalizmu. Johnson je spoznal aristokratko Allegro Mostyn-Owen in med študijem na univerzi sta se zaročila.
Johnson je bil priljubljen in splošno znan na Univerzi v Oxfordu. Z Guppyjem je urejal satirično revijo univerze Tributary. Leta 1984 je bil izvoljen za tajnika Oxfordskega združenja, potem ko ga je na volitvah za predsednika združenja premagal Neil Sherlock. Leta 1986 je Johnson ponovno kandidiral za predsednika; njegova kampanja je bila osredotočena na zgornji razred in njegovo podporo, s poudarkom na osebnosti kandidata in manj na njegovih stikih s konservativci. V upanju na njihove glasove je Johnson iskal bližino združenj, ki so bile blizu Socialno-demokratski stranki (SDP) in Liberalni stranki. Johnson je z zmago na volitvah postal predsednik, čeprav njegovo predsedstvo ne spada med posebno odlična in nepozabna; glede njegove usposobljenosti in resnosti so se pojavljala vprašanja. S specializacijo v antični književnosti in klasični filozofiji je Johnson na Kolidžu Balliol z zgornjim redom druge stopnje, vendar je bil zelo nesrečen, ker ni izdelal z odliko.

## Zgodnja kariera

### TimesinDaily Telegraph: 1987–1994
Johnson in Mostyn-Owen sta se poročila septembra 1987; Allegra e Boris – duet za violino in violo je posebej za poroko komponiral Hans Werner Henze. Po medenih tednih v Egiptu sta se preselila v Zahodni Kensington, Zahodni London. Johnson si je poiskal delo pri podjetju za svetovanje L. E. K. Consulting, vendar je po enem tednu odnehal. S pomočjo družinskih vezi je konec leta 1987 je začel pri The Times kot podiplomski pripravnik. Tam je povzročil škandal s člankom o arheološkem odkritju palače Edvarda II., za katerega si je izmislil citat svojega botra, zgodovinarja Colina Lucasa. Ko je urednik Timesa Charles Wilson izvedel za prevaro, je Johnson dobil odpoved.
Johnson se je zaposlil v uredništvu Daily Telegraph, ker ga je urednik, Max Hastings, poznal še iz časov njegovega predsedstva v Oxfordu. Njegovi članki so bili po srcu konservativnih bralcev srednjega razreda in srednjih let iz »Srednje Anglije«; znani so bili po značilnem slogu, polnem staromodnih besed in besednih zvez, pa tudi po tem, da je bralce redno naslavljal z »moji prijatelji«. V začetku leta 1989 je časopis Johnsona poslal v Bruselj, da od tam poroča o Evropski komisiji; v Bruslju je ostal do leta 1994. Kot oster kritik predsednika komisije Jacquesa Delorsa si je pridobil sloves enega redkih evroskeptičnih novinarjev. Mnogi med njegovimi kolegi novinarji so bili kritični do njegovih izdelkov, saj naj bi pogosto vsebovali neresnice, katerih namen je bil diskreditirati Komisijo; torijski politik Chris Patten je kasneje izjavil, da Johnson takrat bil »eden največjih zastopnikov lažnega novinarstva«.

Videl sem, kako se je [Evropska unija] spreminjala. Biti prisoten je bilo nekaj čudovitega. Berlinski zid je padel, Francozi in Nemci pa so se morali odločiti, kako se bodo na to odzvali, kaj bo Evropa naredila, in prišlo je do tega fantastičnega pritiska ustvariti enotno politiko, najti odgovor za zgodovinski nemški problem in vse to je v konzervativni stranki povzročilo neverjetne napetosti; tako je vse, kar sem pisal iz Bruslja, bilo kot kamen, ki ga vržeš čez vrtni zid in potem prisluhneš, kako trešči na rastlinjak tam v Angliji, vse, kar sem poslal iz Bruslja, je imelo ta neverjeten, eksploziven učinek na konzervativno stranko, dalo mi je, če lahko tako rečem, precej čuden občutek moči.

Po mnenju Sonje Purnell, Johnsonove namestnice v Bruslju, ki je kasneje spisala njegov življenjepis, so njegovi članki evroskepticizem, dotlej povezan z britansko levico, pomagali približati desnici. Johnson je s svojimi članki postal najljubši novinar konservativne Margaret Thatcher, njenemu nasledniku Johnu Majorju pa je Johnson šel na živce in je pogosto polemiziral z njim. Johnsonova pisanja so zaostrila napetosti med pristaši in nasprotniki EU v konservativni stranki, napetosti, ki so po splošnem mnenju prispevale k porazu na splošnih volitvah leta 1997. Johnson si je tako prislužil nezaupanje številnih članov stranke. Njegovi članki so ključno vplivali na pojav Stranke za neodvisnost (UKIP) v začetku 1990. let.
Februarja leta 1990 je Johnsona zapustila žena; po nekaj poskusih sprave sta se aprila 1993 tudi uradno ločila. Začel je razmerje s prijateljico iz otroštva Marino Wheeler, ki se je v Bruselj preselila leta 1990. Maja 1993 sta se poročila in Wheelerjeva je kmalu zatem rodila hčer. Johnson in njegova nova žena sta se preselila v Islington v severnem Londonu, sosesko, znano po svoji levo-liberalni inteligenci. Pod vplivom tega okolja in svoje žene se je pri vprašanjih, kot so podnebne spremembe, pravice LGBT in medrasni odnosi, pomaknil v bolj liberalno smer. Par je v Islingtonu dobil še tri otroke, ki nosijo priimek Johnson-Wheeler. Johnson je svojim otrokom posvetil veliko časa in napisal tudi knjigo poezije Zagnani starši so nevarni – Zgodba v svarilo, ki je ob objavi dobila pretežno slabe ocene.

### Politični kolumnist: 1994–1999
Ob povratku v London je Hastings zavrnil Johnsonov predlog, da postane vojni dopisnik, namesto tega ga je napredoval na mesto pomočnika urednika in glavnega političnega kolumnista. Johnson je za kolumno dobil pohvale, ker je bila ideološko raznolika in pisana jasno, tako da mu je prislužila nagrado Komentator leta na podelitvi What the Papers Say. Po drugi strani so mu kritiki očitali pobožnjaštvo in nesprejemljiv besednjak (slabšalni izrazi za Afričane, geje itd.).
Razmišljal je o politični karieri in leta 1993 nakazal, da bi se potegoval za kandidaturo konservativcev za evroposlanca na volitvah v Evropski parlament 1994. Čeprav so premierja Majorja prepričali, da na Johnsonovo kandidaturo ne vloži veta, Johnson ni našel zase proste volilne enote. Kasneje se je osredotočil na sedež v britanskem parlamentu (House of Commons). Ko so zavrnili njegovo kandidaturo za Holborn in St. Pancras, ga je stranka izbrala za kandidata za volilno enoto Clwyd Jug v Severnem Walesu, ki je bila varno v rokah laburistov. Po šestih tednih kampanje je na splošnih volitvah leta 1997 prejel 9.091 glasov (23 %) in tako izgubil proti kandidatu laburistov.
Junija 1995 je prišlo do škandala, ko so objavili posnetek telefonskega pogovora, ki sta ga Johnson in njegov prijatelj Darius Guppy imela leta 1990. V pogovoru je Guppy omenil, da Stuart Collier, novinar tabloida News of the World, raziskuje njegove kriminalne dejavnosti in prosil Johnsona, naj mu priskrbi novinarjev zasebni naslov, da bi ga lahko dal premlatiti. Johnson je pristal na to, da podatke priskrbi, je pa izrazil zaskrbljenost, da bi bil lahko povezan z napadom. Ko je leta 1995 telefonski pogovor prišel v javnost, je Johnson izjavil, da konec koncev Guppyju podatkov ni preskrbel; Hastings je Johnsona ukoril, vendar ga ni odstavil.
Johnson je dobil redno kolumno v časopisu The Spectator, sestrski izdaji časopisa The Daily Telegraph; dobival je mešane kritike, saj je pogosto dajal vtis naglice. Leta 1999 je poleg tega dobil kolumno o novih avtomobilih v reviji GQ. S svojim vedenjem je urednike redno spravljal v slabo voljo; ljudi pri GQ so frustrirale številne parkirne kazni, ki jih je Johnson prislužil med preskušanjem avtomobilov zanje, pri tem pa je bil dosledno pozen pri oddaji kolumn za The Telegraph in The Spectator, tako da je veliko ljudi proti svoji volji zaradi njega ostajalo dlje v službi; če so se odločili, da nehajo čakati in gredo v tisk brez njegovega prispevka, se je jezil, vpil na njih in jih preklinjal.
Ko se je Johnson aprila 1998 pojavil v epizodi satirične serije Have I Got News for You, ga je lahko spoznalo precej širše občinstvo; lik telebana iz zgornjega sloja je bil zelo priljubljen pri gledalcih, tako da so ga povabili znova v kasnejše epizode, tudi kot gostujočega voditelja. Za nastop leta 2003 je bil nominiran za nagrado Bafte. Na ulici so ga začeli ljudje prepoznavati in bil je gost še v drugih televizijskih oddajah.

### The Spectatorin poslanec za Henley: 1999–2008
Izvolitev Borisa Johnsona ... potrjuje naraščajočo slabost torijcev za slavne osebnosti na račun turobnih zahtev politike. Johnson, ne glede na vso njegove nadarjenost, verjetno ne bo olepšal kakega bodočega vladnega kabineta pod torijci. Dejansko ni znano, da bi bil pretirano zainteresiran za resne politične zadeve, in težko si ga je predstavljati, kako se kot zakoten, priden državni sekretarček za socialno varstvo muči z administrativnimi malenkostmi. Da bi ohranil svoj ugled šaljivca, bo nedvomno moral piliti svojo podobo Bertieja Woostra do te točke, da se bo sam spremenil v impersonacijo.

—Max Hastings, London Evening Standard, 
Julija 1999 je Conrad Black – lastnik Daily Telegraph in The Spectator – ponudil Johnsonu uredništvo slednjega pod pogojem, da se odpove svojim sanjam o kandidaturi za parlament; Johnson je pristal. Ohranjal je tradicionalno desno usmerjenost časopisa, pri tem pa imel vrata odprta za leve članke in karikature. Pod Johnsonom je kolportaža časopisa porasla za 10 % na 62.000, tako da je začel ustvarjati dobiček. Njegovo urejevanje je tudi doživelo kritike; po mnenju nekaterih se pod njim The Spectator izogibal resnih vprašanj, kolegi pa so postajali vse bolj slabe volje, ker je redno manjkal v pisarni, na sestankih in pri dogodkih. Zaradi napačnih političnih napovedi v časopisu je pridobil sloves pametnjakoviča, ki ga ni jemati resno; ostro so ga kritizirali – med drugimi tudi njegov tast Charles Wheeler – da je dovolil rasistične in antisemitske prispevke Takija Theodoracopulosa.

#### Pot v parlament
Ko se je Michael Heseltine umaknil iz politike, se je Johnson odločil kandidirati v volilnem okraju Henley, enem od zanesljivo konservativnih okrožij v Oxfordshireu. Konzervativna stranka v volilnem okraju je o kandidaturi Johnsona imela pomisleke; enim je bil zabaven in očarljiv, drugi niso marali njegovega neresnega odnosa in pomanjkljivega poznavanja lokalnih razmer, a naposled so njegovo kandidaturo podprli. Tudi na račun televizijske slave je Johnson na splošnih volitvah leta 2001 zmagal z večino 8.500 glasov. Redno se je udeleževal družabnih dogodkov v Henleyu in občasno pisal za Henley Standard. Njegove odločitve so naletele na odobravanje, pridružil se je lokalni kampanji proti ukinitvi bolnišnice Townlands in lokalne zračne reševalne službe.
V parlamentu je Johnson bil imenovan v stalni odbor, ki je imel nalogo oceniti zakon o zaplembi nezakonito pridobljenega premoženja, vendar je bilo često odsoten. Kljub ugledu javnega govornika je javnost za njegove govore v House of Commons menila, da niso kaj posebnega; Johnson sam jih je kasneje opisal kot »sranje«. V prvih štirih letih kot poslanec je prisoten pri glasovanju pri približno polovici zakonskih predlogov; v njegovem drugem mandatu je delež padel na 45 %. Običajno je podprl strankarsko linijo konservativcev, četudi se ji je v tem obdobju uprl petkrat, kar odraža njegov socialno liberalnejši odnos. Čeprav je najprej bil proti, je kasneje glasoval za to, da se Britanija leta 2003 pridruži ZDA pri invaziji na Irak in je aprila 2003 obiskal zasedeni Bagdad. Po drugi strani je avgusta 2004 podprl neuspešen poskus odstaviti predsednika vlade Tonyja Blaira zaradi obtožb o napakah pri upravljanju med vojno, decembra 2006 pa je opisal invazijo kot »ogromno napako in nezgodo«.
Čeprav je Black, lastnik časopisov, kjer je Johnson objavljal, bil mnenja, da je Johnson »neizrekljivo zahrbten«, saj je prelomil svojo obljubo, da ne bo kandidiral, ga vseeno ni odpustil, saj mu je »pomagal dvigniti ugled časopisa in povečati promet«. Johnson je ostal urednik Spectatorja, pisal je tudi kolumne za Daily Telegraph in GQ ter nastopal na televiziji. Njegova knjiga iz leta 2001, Prijatelji, volivci, rojaki: zapiski z volilne poti, pripoveduje o volilni kampanji, medtem ko je v Poslušajte me, prijatelji iz leta 2003 objavil zbirko že objavljenih kolumn in člankov. Leta 2004 je objavil svoj prvi roman Dvainsedemdeset devic: komedija zmešnjav, ki se vrti okoli življenja konservativnega poslanca in vsebuje različne avtobiografske elemente. Ko mu je kritik očital, da žonglira z več posli, kot jih je sposoben opravljati, je omenil Winstona Churchilla in Benjamina Disraelija, ki sta vzorno združevala svojo politično in literarno kariero. Da bi obvladal stres, je začel teči in kolesariti in postal pri tem tako dobro znan, da so ga imenovali za »morda najbolj znanega kolesarja v Veliki Britaniji«.
Ko je William Hague odstopil kot vodja konservativcev, je Johnson podprl Kennetha Clarka, ker je bil mnenja, da je Clarke edini kandidat, sposoben zmagati na splošnih volitvah. Izvoljen pa je bil Iain Duncan Smith. Johnson in Duncan Smith sta imela napete odnose in Spectator je postal kritičen do vodstva njegove stranke. Duncan Smith je bil odstranjen s svojega položaja novembra 2003, zamenjal ga je Michael Howard; Howard je bil mnenja, da je Johnson pri volivcih najbolj priljubljen politik konservativne stranke in ga je imenoval za podpredsednika stranke, odgovornega za nadzor nad volilno kampanjo. Ob preureditvi senčnega kabineta maja 2004 je Howard imenoval Johnsona za ministra v senci za umetnost. Oktobra je Howard Johnsonu ukazal, naj se javno opraviči v Liverpoolu za objavo članka v Spectatorju — anonimko je spisal Simon Heffer — ki je trdil, da je za nesrečo v Hillsborough delno odgovorna množica radovednežev in da imajo ljudje v Liverpoolu okus za odvisnost od socialne države.
Novembra 2004 so tabloidi razkrili razmerje Johnsona s kolumnistko Spectatorja Petronello Wyatt, med katerim je prišlo do dveh prekinitev nosečnosti. Johnson je najprej trdil, da so obtožbe »bedarije«. Ko so prišli v javnost dokazi, je Howard od Johnsona zahteval, da zaradi javnih laži odstopi kot podpredsednik in minister v senci za umetnost; ko je Johnson zavrnil, ga je Howard odpustil s teh položajev. Škandal je bil motiv satire Kdo je očka?, ki so jo uprizorili na odru Kraljevega gledališča v Islingtonu julija 2005.

#### Drugi mandat
Na splošnih volitvah leta 2005 je bil Johnson ponovno izvoljen za poslanca za volilno enoto Henley. Na splošnih volitvah je zmagala laburistična stranka in Howard je odstopil kot konservativni vodja; Johnson je pri izbiri naslednika podprl Davida Camerona. Ko je bil Cameron izvoljen, je imenoval Johnsona za ministra v senci za visokošolsko izobraževanje, kot priznanje za njegovo priljubljenost med študenti. Ker je želel racionalizirati financiranje univerz, je Johnson podprl predlagano povišanje šolnin. Septembra 2006 so njegovo sliko uporabili za pro-konservativne materiale »Boris te potrebuje« in »Boris srček« med univerzitetnim tednom za bruce. Leta 2006 je Johnson vodil kampanjo za rektorja Univerze v Edinburgu, vendar je njegova podpora povišanju šolnin njegovi kampanji škodila, tako da je končal na tretjem mestu.
Aprila 2006 je News of the World objavil novico, da ima Johnson afero z novinarko Anno Fazackerley; par novic ni komentiral in kmalu po tem je Johnson Fazackerley zaposlil. Septembra 2006 je visoka komisija Papuanske Nove Gvineje protestirala zaradi neumestne opazke: primerjal je namreč pogosto spreminjajoče se vodstvo konservativcev s kanibalizmom na Papuanski Novi Gvineji.
Leta 2005 je novi izvršni direktor časopisa The Spectator, Andrew Neil, odpustil Johnsona z mesta urednika. Da bi nadomestil to izgubo prihodka, se je Johnson pogajal s The Daily Telegraphom o povišici z 200.000 na 250.000 funtov na leto, v povprečju za 5.000 funtov na kolumno, od katerih mu je vsaka vzela kako uro in pol časa. Pripravil je poljudnozgodovinsko televizijsko oddajo Sanje o Rimu; oddajo so predvajali januarja 2006, februarja pa ji je sledila knjiga. S pomočjo lastnega produkcijskega podjetja je ustvaril nadaljevanje Po Rimu in se osredotočil na zgodnjo zgodovino Islama. Vse mogoče dejavnosti so mu leta 2007 prislužile 540.000 funtov, s čimer je bil na tretjem mestu med britanskimi poslanci tega leta.

## Župan Londona

### Volitve za župana: 2008
Marca 2007 je Johnson stranki predlagal svojo kandidaturo na volitvah za župana Londona leta 2008. Dobil je Cameronovo podporo, poleg tega se je zanj zavzel London Evening Standard. Julija je objavil svojo kandidaturo in septembra so ga izbrali za konservativnega kandidata, potem ko je na javnih predvolitvah dobil 79 % glasov.
Johnsonovo kampanjo za župana so v glavnem financirali njegovi pristaši v londonskem finančnem sektorju. Osredotočila se je na zmanjšanje kriminala mladih, zagotavljanje varnejšega javnega prevoza in zamenjavo zgibnih avtobusov s posodobljeno različico AEC Routemaster. Johnson se je zavzel za to, da zakon o mamilih napravijo fleksibilnejšega za »[primere], ko se konoplja uporablja za lajšanje hude in kronične bolečine«. Kampanja je med drugim ciljala na pretežno konzervativna predmestja zunanjega Londona in izkoriščala prepričanje, da laburistična uprava območje zanemarja na račun osrednjega Londona. Poudarjala je njegovo priljubljenost, tudi med tistimi, ki so nasprotovali njegovi politiki, tako da so nasprotniki pritoževali, češ da je med volivci značilno slišati mnenje: »Glasujem za Borisa, ker ni resen«.
Tedanji laburistični župan Ken Livingstone je Johnsona vzel resno, dejal je, da je »najmogočnejši nasprotnik, s katerim se bom soočil na svoji politični poti«. V kampanji ga je slikal kot pobožnjaškega klovna brez stika z realnostjo, ki v svoji kolumni uporablja rasističen in homofoben jezik; Johnson je odgovoril, da so citati bili vzeti iz konteksta in da so bili mišljeni kot satira, ter vztrajal: »Sem popolnoma proti rasizmu; preziram in črtim rasizem«. Poudarjal je svoje turške prednike in se kot znak nasprotovanja konservativni politiki zavzel za možnost prislužene amnestije nezakonitih priseljencev. Obtožbe proti njemu so postale samo še bolj resne, ko je fašistična Britanska nacionalna stranka (BNP) pozvala privržence, da dajo drugi glas Johnsonu; odzval se je z izjavo, da »popolnoma in brez pridržkov« obsoja BNP.  Do nadaljnjih polemik je prišlo, ko je Johnson priznal, da je kot študent užival konopljo in kokain.
Na volitvah maja 2008 je udeležba znašala okoli 45 %, Johnson je dobil 43,2 %, Livingstone pa 37 % preferenčnih glasov; po prištetih drugih glasovih so Johnsona razglasili za zmagovalca s 53,2 %, Livingston je izgubil s 46,8 %. Johnsonu je koristila visoka volilna udeležba v konservativnih trdnjavah, kot sta Bexley in Bromley, ki mu je prislužila največji osebni mandat v Združenem kraljestvu. Ko je napovedal, da bo odstopil kot poslanec, je povzročil kar nekaj jeze med člani stranke v Henleyu in med volivci, ki so se počutili zapuščene.

### Prvi mandat: 2008–2012
Po preselitvi urada v Mestno hišo je Johnson za svoj prvi uradni nastop izbral sikhovski praznik Vaisakhi na Trafalgarskem trgu. Namesto da bi pripeljal obstoječo ekipo sodelavcev, kot je to bil storil Livingstone, si je Johnson šest mesecev iskal potrebno osebje. Uradnikom v Mestni hiši, za katere je menil, da so preveč tesno povezani z Livingstonom, je dal odpoved. Za podžupana je Johnson imenoval Tima Parkerja, ko pa je Parker začel večati svoj vpliv v mestni hiši in zahteval, da osebje poroča neposredno k njemu, ga Johnson odstavil. Zaradi teh težav so se mnogi v konservativni stranki sprva distancirali od Johnsonove uprave, saj so se bali, da bi jim bližina novemu županu škodila na splošnih volitvah 2010.
Prve tedne svojega županstva je bil deležen kritik, predvsem zato, ker je prvi teden na delovnem mestu zamudil na dva uradna dogodka in ker je po treh tednih šel na počitnice v Turčijo. Julija 2008 je Johnson obiskal zaključno slovesnost poletnih olimpijskih iger 2008 v Pekingu, kjer je s svojo obleko užalil kitajske gostitelje. Med volilno kampanjo je Johnson privatno izrazil skrb, da svojega trenutnega življenjskega sloga ne bo mogel obdržati, saj plača župana prinese samo 140.000 funtov na leto. Da bi rešil težavo, je pristal na to, da poleg županovanja dalje piše za Telegraph, s čimer naj bi zaslužil dodatnih 250.000 funtov na leto. Njegova ekipa je bila mnenja, da bo to v javnosti sporno, tako da jim je moral obljubiti, da bo petino svoje plače pri Telegraphu doniral v dobrodelne namene. Johnson jim je to zameril in konec koncev polne petine ni plačal. Spor je izbruhnil, ko je v neki oddaji za BBC honorar pri Telegraphu v višini 250.000 funtov označil za »ptičjo pičo«; vsi po vrsti so ga obsojali, saj gre za približno desetkratnik povprečne letne plače britanskega delavca.
Med prvo administracijo je bil Johnson vpleten v več osebnih škandalov. Ko se je preselil v novo hišo v Islingtonu, je na svojem balkonu zgradil uto brez gradbenega dovoljenja; ko so se sosedje pritožili, je uto razstavil. Mediji so ga tudi obtožili, da imal afero z Helen Macintyre in da je oče njenega otroka; obtožb ni zanikal. Spor je nastal, ko so Johnsona obtožili, da je poslanca Damiana Greena posvaril pred aretacijo; Johnson je zanikal obtožbe in tudi ni bil obtožen. Obtožili so ga kronizma zlasti ob imenovanju Veronike Wadley na položaj predsednice londonskega umetnostnega sveta, ki so ji mnogi očitali, da ni najboljša kandidatka za položaj. Vpleten je bil tudi v škandal okoli parlamentarnih stroškov in obtožen prekomerne osebne porabe pri vožnjah s taksijem. Ugotovili so, da je njegov podžupan Ian Clement zlorabil kreditno kartico mestne hiše, kar je bil vzrok za njegov odstop. Kljub temu je Johnson ostal priljubljena oseba v Londonu.

#### Politični ukrepi
Johnson ni naredil večjih sprememb v sistemu županovanja, ki ga je razvil Livingstone. Razveljavil je več ukrepov, ki jih je uvedla uprava Livingstonea, končal mestni naftni posel z Venezuelo, ukinil glasilo The Londoner in polletne preglede črnih taksijev, ki pa so jih tri leta kasneje znova uvedli. Ukinil je zahodni del cone, kjer mesto pobira posebno pristojbino za prometno gnečo, in umaknil načrte za povečanje pristojbine za vozila s štirikolesnim pogonom. Kasneje je bil obtožen, da ni objavil neodvisnega poročila o onesnaženosti zraka, ki ga je naročila uprava za Širši London, v katerem so razkrili, da je mesto presegalo zakonske omejitve ravni dušikovega dioksida.
Johnson je projekte Livingstona, kot sta Crossrail in olimpijske igre 2012, obdržal, vendar je bil obtožen, da si je skušal pripisati zasluge zanje. Uvedel je javno kolesarsko shemo, ki jo je Livingstone zavrnil; delno zasebno financiran sistem, pogovorno znan kot »Borisova kolesa«, je stal 140 milijonov funtov, kar je pomenilo veliko finančno izgubo, četudi je bil ukrep priljubljen. Kljub Johnsonovi podpori kolesarjenju po Londonu – in njegovi kolesarski razpoznavnosti – so nekatere kolesarske skupine ukrep kritizirale, saj po njihovem mnenju cest po mestu ni naredil varnejših za kolesarje. Kot je ob volitvah obljubil, je naročil tudi razvoj avtobusov New Routemaster za osrednji London. Prav tako je naročil gradnjo žičnice, ki je premostila Temzo med polotokom Greenwich in kraljevimi doki.
Johnsonova prva politična pobuda je bila prepoved uživanja alkohola na javnih prevoznih sredstvih. Na začetku svojega županskega mandata je Johnson napovedal načrte za razširitev plačilnih kartic Oyster na nacionalne železniške povezave v Londonu. Ena od obljub v Johnsonovem volilnem manifestu je bila ohranitev blagajn v podzemni železnici, v nasprotju s predlogom Livingstonea, da 40 od njih zapre. Županov urad je 2. julija 2008 sporočil, da je načrt o zaprtju preklican in da blagajne ostajajo odprte. 21. novembra 2013 je urad Transport for London objavil, da bodo do leta 2015 zaprli vse blagajne Londonske podzemne železnice. Pri financiranju teh projektov se je Johnsonova uprava zadolžila za 100 milijonov funtov, cene javnega prevoza pa so se povečale za polovico.
V prvem mandatu kot župan naj bi se Johnson premaknil levo za določena vprašanja, tako je na primer podprl londonsko plačo za preživetje in amnestijo za nezakonite migrante. Poskušal je umiriti kritike, ki mu očitali dvoličnost, pojavil se je na londonski paradi ponosa in hvalil časopise etničnih manjšin. Leta 2012 je prepovedal oglase krščanske skupine Core Issues Trust, ki so homoseksualnost enačili z boleznijo, na londonskih avtobusih. Avgusta 2008 je Johnson opustil tradicionalni protokol, po katerem britanski javni funkcoionarji ne komentirajo javno volitev v drugih državah, podprl je Baracka Obamo kot kandidata za predsednika Združenih držav Amerike.

#### Odnosi s policijo, financami in mediji
Johnson se je imenoval za predsednika Uprave metropolitanske policije (MPA), oktobra 2008 pa se je uspešno zavzel za odstop komisarja Iana Blaira, ker naj bi ta podeljeval pogodbe svojim prijateljem in zaradi njegovega ravnanja ob smrti Jeana Charlesa de Menezesa. To je Johnsonu prislužilo veliko spoštovanja med konservativci, ki so odločitev interpretirali kot njegovo prvo potezo moči. Čeprav je januarja 2010 odstopil s položaja predsednika MPA, je Johnson kot župan ostal zelo naklonjen metropolitanski policiji, zlasti med polemiko, ki je izbruhnila ob smrti Iana Tomlinsona. Stopnja kriminala v Londonu je med njegovo upravo padla, za lažno pa se je izkazala njegova trditev, da se je resen mladoletni kriminal zmanjšal, saj se je povečal. Prav tako je bila napačna njegova trditev, da se je število pripadnikov metropolitanske policije povečalo, saj se je mestna policija pod njegovo upravo skrčila. Kritizirali so ga tudi zaradi odziva na nerede v Londonu leta 2011; ob izbruhu nemirov je bil z družino na počitnicah v Britanski Kolumbiji in se vrnil v London šele 48 ur kasneje, Londončane pa je nagovoril šele čez 60 ur. Ko je obiskal trgovce in prebivalce, ki so jih prizadeli nemiri v Claphamu, so ga posamezniki iz množice pospremili z glasnim neodobravanjem. 
Johnson je zagovarjal londonski finančni sektor in se uprl »udrihanju po bankah« (kot ga je sam označil) po finančni krizi v letih 2007–2008, hkrati pa obsodil protikapitalistično gibanje Occupy London, ki se je pojavilo leta 2011. Veliko časa se je gibal v krogih finančnikov in kritiziral vladno davčno stopnjo v višini 50 % za najvišje zaslužke. Pri bogatih meščanih je zbiral donacije za županovo dobrodelni sklad za pomoč zapostavljenim mladim; čeprav je najprej napovedal, da bo do leta 2010 zbral 100 milijonov funtov, je razdelil samo milijon in pol. Obdržal je tudi širok krog poznanstev v britanskih medijih, tako da je tisk o njegovi administraciji poročal pretežno pozitivno. V zameno je v veliki meri podpiral svoje prijatelje v medijih - med drugim Ruperta Murdocha med škandalom z nezakonitimi vdori v telefonske linije, ki so jih izvajali njegovi časopisi.
Ustanovitev odbora za forenzično revizijo so objavili 8. maja 2008. Odbor je zadolžen za spremljanje in preiskavo financ v Londonski razvojni agenciji in v Upravi širšega Londona. Laburisti so Johnsonovo najavo kritizirali zaradi vtisa, da se ta nominalno neodvisna komisija politizira, in hoteli vedeti, ali je »ustrezna poraba javnih sredstev« pravilen opis za imenovanje ključnih Johnsonovih zaveznikov v odbor. Očitali so mu, da se bo tak odbor ukvarjal zlasti z napakami njegovega predhodnika.

### Kampanja za ponovno izvolitev
Na lokalnih volitvah leta 2012 se je Johnson potegoval za ponovno izvolitev, Livingstone pa je znova nastopil kot njegov protikandidat. Sodeč po anketah je bil Livingstonov pristop k prometni problematiki bolje sprejet, Johnsonu pa so volivci bolj zaupali pri vprašanjih kriminala in gospodarstva. Johnsonova kampanja je poudarjala obtožbe, da je Livingstone utajeval davke, za kar je Livingstone Johnsona označil za lažnivca. Namesto da bi predstavil alternativno progresivno vizijo prihodnosti Londona, se je Livingston osredotočal na kritiziranje Johnsona. Na koncu je bil Johnson ponovno izvoljen za župana.

### Drugi mandat: 2012–2016
London je s svojo kandidaturo za organizacijo poletnih olimpijskih iger 2012 uspel leta 2005, med Livingstoneovim županovanjem. Johnson je bil sopredsednik olimpijskega odbora za nadzor iger. Izboljšal je prevoz okoli Londona v času, ko je London obiskalo na tisoče novih ljudi, in odobril daljši delovni čas ob nedeljah trgovinam ter supermarketom.  Vendar pa so Johnsona obtožili, da je pred igrami skušal prikriti onesnaženost zraka, ko je v bližini nadzornih postaj ukazal uporabo sredstev za zbijanje prahu. Novembra 2013 je Johnson napovedal velike spremembe v obratovanju londonske podzemne železnice, kar je vključevalo celonočno obratovanje tudi med vikendi. Izjava za javnost je razkrila tudi, da bo dal zapreti vse prodajalne kart in jih zamenjal z avtomati, kar naj bi letno prihranilo 40 milijonov funtov.
Februarja 2012 je kritiziral praznovanja ob dnevu svetega Patrika v Londonu, ki jih je povezal s Sinn Féinom in jih označil za »levičarko sranje«, za kar se je pozneje opravičil.
Februarja 2013 so na zasedanju londonske skupščine po objavi proračuna za leto 2014 poslanci izglasovali, da mora Johnson zapustiti zasedanje. Ker je to pomenilo, da o proračunu ne bo zaslišan, je Johnson svoje politične nasprotnike ozmerjal z »velikimi nemarnimi protoplazemskimi žele bonboni brez hrbtenice«.
Johnson je bil prisoten na otvoritvi Svetovnega islamskega gospodarskega foruma v Londonu julija 2013, kjer je odgovarjal na vprašanja skupaj z malezijskim predsednikom vlade Najibom Razakom. V šali je izjavil, da Malezijke študirajo na univerzi, kako bi prišle do mož, kar je kar nekaj udeleženk vzelo kot žalitev.
Leta 2014 je Johnson delal reklamo za svojo biografijo Churchilla, Faktor Churchill, mediji so pri tem poudarjali, kako se Johnson ves čas primerja s Churchillom.
Johnson za tretji mandat za župana Londona ni kandidiral in je 5. maja 2016 po izvolitvi nekdanjega ministra za promet Sadiqa Khana zapustil položaj. Ohranil je priljubljenost med Londončani. Anketa YouGova ob koncu njegovega mandata je pokazala, da je 52 % anketiranih mnenja, da je kot župan Londona opravil »dobro delo«, le 29 % jih je menilo, da je bilo delo slabo. Leta 2016 je Sadiq Khan napovedal, da bodo tri nemške vodne topove, ki jih je Johnson kupil za metropolitansko policijo, ne da bi čakali na dovoljenje ministra za notranje zadeve, prodali in sredstva namenili organizacijam za mladino. Vendar pa vozil ni bilo mogoče prodati, tako da so jih poslali z izgubo 300.000 funtov na odpad.

## Pot skozi parlament
Johnson je sprva med svojim županovanjem zanikal, da se bo vrnil v spodnji dom. Vendar pa je po večjih špekulacijah v javnih občilih avgusta 2014 prosil za imenovanje za konservativnega kandidata na splošnih volitvah leta 2015, tako da je septembra postal kandidat stranke za varen sedež Uxbridgea in South Ruislip, Na splošnih volitvah maja 2015 je bil izvoljen za poslanca. Veliko je bilo govora o tem, da se v Parlament vrača, ker želi zamenjati Camerona na položaju vodje konservativcev in predsednika vlade.

### Kampanja Brexit: 2015–2016
Februarja 2016 je Johnson podprl gibanje Vote Leave (glasuj za odhod) za referendum o članstvu Združenega kraljestva v Evropski uniji. Cameronova opozorila je označil kot "močno pretiravanje". Njegovo izjavo so finančni trgi razumeli kot znak, da je Brexit verjetnejši, tako da je britanski funt padel za skoraj 2%, to je na najnižjo raven po marcu 2009. 
V aprilu 2016 je v članku za The Sun, kot odgovor na mnenje predsednika Baracka Obame, da bi morala država ostati v Evropski uniji, Johnson dejal, da je morda Obamove poglede oblikoval »odpor njegovih prednikov«, ki jih Obama ima »delno v Keniji«. Pripombe je Churchillov vnuk, konservativni poslanec Sir Nicholas Soames, označil kot »idiotske« in »globoko žaljive«. Pripombe so številni politiki, tako laburisti kot liberalci, obsodili kot rasistične in nesprejemljive, in študentsko društvo Kraljevega kolidža v Londonu je zaradi tega umaknilo povabilo za govor. Po drugi strani pa so njegove pripombe zagovarjali tako konservativec Iain Duncan Smith kot tudi vodja britanske neodvisne stranke (UKIP) Nigel Farage.
Mesec dni kasneje je med kampanjo dejal, da gre za poskus ustvariti združeno Evropo Rimskega cesarstva. Po njegovih besedah: »Napoleon, Hitler, vsi mogoči ljudje so to poskušali, in končalo se je tragično. EU poskuša na drugačen način.«
Johnson je podprl trditev Vote Leave, da se je vlada zavezala za čimprejšnji pristop Turčije k EU. VoteLeave naj bi s tem namigoval, da bo 80 milijonov Turkov prišlo v Združeno kraljestvo, če Britanija ostane v EU. Vendar pa je Johnson v intervjuju v času pomembnih parlamentarnih razprav januarja 2019 zanikal, da bi Turčijo kdajkoli med kampanjo omenil.  22. junija 2016 je Johnson med razpravo v živo pred 6000-glavo publiko na Stadionu Wembley izjavil, da bo 23. junij morda »dan neodvisnosti Velike Britanije« David Cameron, takratni britanski premier, je izrecno odgovoril na Johnsonovo trditev takole: »Ideja, da naša država ni neodvisna, je nesmisel. Celotna razprava dokazuje našo suverenost.«
Po zmagi kampanje proti članstvu v EU je Cameron odstopil s položaja konservativnega voditelja in predsednika vlade. Johnson je bil za javnost na prvem mestu za nasledstvo.  Vendar pa se je Johnson odpovedal kandidaturi na volitvah za konservativno vodstvo. Tik pred tem je Michael Gove - Johnsonov zaveznik - izjavil, da Johnson »ni zmožen zagotoviti vodstva ali zgraditi ekipe za naloge predsednika«.  Telegraph je Goveove pripombe imenoval »najbolj spektakularen politični atentat dandanašnje generacije«". Johnson je podprl kandidaturo Andreje Leadsom, ki pa je teden kasneje zapustila tekmo.

### Zunanji minister: 2016–2018
Ko je Theresa May postala vodja konservativne stranke in predsednica vlade, je julija 2016 imenovala Johnsona za zunanjega ministra. Analitiki so imenovanje videli kot taktično potezo, ki naj bi politično oslabila Johnsona: nova položaja »ministra za Brexit« in ministra za mednarodno trgovino sta ministru za zunanje zadeve močno omejila politično moč. Johnsonovo imenovanje je poleg tega povzročilo, da je bil pogosto v tojini in ni mogel mobilizirati nasprotnikov proti Mayevi, hkrati pa ga je prisililo, da prevzame odgovornost za težave, ki jih je povzročal postopek izstopa iz EU. Johnsonovo imenovanje so nekateri novinarji in tuji politiki zaradi njegovih preteklih spornih izjav o drugih državah kritizirali. Nekdanji predsednik vlade Švedske Carl Bildt je dejal: »Želim si, da bi šlo samo za šalo.« Visoki uradnik v Obamovi vladi je menil, da bo imenovanje Johnsona še bolj zbližalo ZDA in Nemčijo na račun posebnega odnosa z Združenim kraljestvom.
Johnsonov obisk v Turčiji maja 2016 je bil nekoliko napet, ker je štiri mesece pred tem dobil nagrado Douglasa Murraya za pesem o turškem predsedniku Recepu Tayyipu Erdoğanu. Ko ga je novinar vprašal, ali se bo opravičil za pesem, je Johnson zadevo zavrnil kot »malenkosti«. Johnson se je zavezal, da bo Turčiji pomagal pri pridruževanju EU in izrazil podporo Erdoganovi vladi. Johnson je podprl intervencijo v Jemnu pod vodstvom Saudove Arabije in zavrnil blokado prodaje orožja saudskemu režimu; pri tem je izjavil, da ni nobenih jasnih dokazov, da Saudova Arabija v vojni v Jemnu krši mednarodno humanitarno pravo. Septembra 2016 so ga skupine za človekove pravice obtožile, da je blokiral preiskavo ZN o saudskih vojnih zločinih v Jemnu. Glede na britansko-saudsko zavezništvo pa je decembra pritegnil pozornost s komentarjem, da so Saudijci podobni Irancem, ko gre za njihovo »igranje z marionami in posredniške vojne« na Bližnjem vzhodu. Mayeva je izjavila, da njegove pripombe ne predstavljajo stališča vlade.
Novembra 2016 je povzročil nevšečnosti britansko-iranski dvojni državljanki Nazanin Zaghari-Ratcliffe, ki je bila v Iranu aretirana zaradi širjenja propagande, ko je izjavil, da je »preprosto učila ljudi novinarstva«. Zaghari-Ratcliffe se je namreč zagovarjala s trditvijo, da je bila v Združenem kraljestvu le zaradi družinskega obiska, Johnsonovo izjavo pa so iranske oblasti uporabile v dokaznem postopku. Maja 2018 je Johnson podprl okvirni jedrski sporazum z Iranom, kljub odločitvi Donalda Trumpa, da ZDA odstopi od njega. Johnson je menil, da bi sporazum lahko prinesel gospodarske koristi iranskemu ljudstvu. V zvezi s Turčijo je opisal Gulenizem kot kult in podprl čistke po poskusu državnega udara leta 2016 ter obljubil pomoč pri pregonu privržencev Fethullaha Gülena v Združenem kraljestvu. Aprila 2017 je pojasnil, da Brexit ne bo vplival na suverenost Gibraltarja in da bo tudi meja na Irskem ostala »absolutno nespremenjena«.
Johnson je 13. septembra 2017 obiskal Tortolo na Britanskih Deviških otokih, da bi potrdil zavezanost Združenega kraljestva k pomoči pri obnovi britanskih ozemelja, ki jih je prizadel orkan Irma. Rekel je, da so ga prizori spomnili na fotografije Hirošime, uničene v jedrskem napadu.
Septembra 2017 so ga kritizirali, ker je med obiskom mjanmarskega templja recitiral pesem Mandaray Rudyarda Kiplinga; Britanski veleposlanik, ki je bil z njim, mu je dal vedeti, da to »ni bilo primerno«. Oktobra 2017 se je soočil s kritiko, ker je trdil, da bi lahko libijsko mesto Sirte postalo gospodarski uspeh, kot je Dubaj: »vse, kar morajo storiti, je, da počistijo trupla«.
Johnson je podprl zaostritev odnosov z Rusijo. Ko sta bila dvojni agent Sergej Skripal in njegova hči Julija maja 2018 zastrupljena v Salisburyju, je britanska vlada za incident obtožila Rusijo, Johnson je takrat primerjal Putinovo gostovanje svetovnega prvenstvu v Rusiji z gostovanjem olimpijskih iger v Berlinu 1936 pod Adolfom Hitlerjem. Rusko zunanje ministrstvo je Johnsonove komentarje označilo kot »nesprejemljive in nevredne komentarja«.
V kolumni septembra 2017 je Johnson ponovno izjavil, da bo Združeno kraljestvo po Brexitu ponovno pridobilo nadzor nad 350 milijonov funtov na teden, in nakazal, da bo denar na voljo za Nacionalno zdravstveno službo (NHS). Kasneje so ga kabinetni kolegi kritizirali zaradi oživljanja te trditve, predsednik uprave za statistiko Združenega kraljestva Sir David Norgrove pa ga je obtožil »očitne zlorabe uradnih statistik«. Po splošnih volitvah leta 2017 je Johnson zavrnil medijska poročila, da namerava izzvati vodstvo Therese May. V pismu Mayevi februarja 2018 je Johnson namignil, da bo Severna Irska morda morala sprejeti mejne kontrole po Brexitu, kar naj ne bi resno vplivala na gospodarstvo; prej je o tem trdil, da si je trdo mejo nemogoče predstavljati.
Marca 2018 se je Johnson opravičil za svoj »nenamerni seksizem«, potem ko je imenoval zunanjo ministrico v senci Emily Thornberry »Gospo Nugee«; Thornberry je bila poročena s Christopherjem Nugeejem, vendar ni uporabljala njegovega priimka. Junija naj bi, ko so ga vprašali o pomislekih podjetij glede »trdega« Brexita, izjavil, da »naj se gospodarstvo j*be«.
Julija 2018, tri dni po tem, ko se je kabinet sestal na posestvu Chequers, da bi se dogovoril o strategiji Brexita, je Johnson skupaj z ministrom za Brexit Davidom Davisom odstopil.

### Nazaj v zadnje vrste: od leta 2018
Z odstopom iz mesta zunanjega ministra se je Johnson vrnil med navadne poslance. Julij je Johnson podal odstopno izjavo, v kateri je dejal, da ministri »pravimo o tem, kaj počnemo, EU eno, ko se obračamo na volivce, pa drugo«. V odstopni izjavi je dejal, da »ni prepozno, da bi rešili Brexit. Za pogajanja imamo čas. Smer naše ladje smo že enkrat spremenili in lahko jo spremenimo ponovno«. Buzzfeed je poročal, da je bil Johnson v stiku s Steveom Bannonom, nekdanjim glavnim svetovalcem Donalda Trumpa. V intervjujih je Bannon pohvalil Johnsona in dejal, da bi moral izzvati Thereso May za vodstvo stranke. Januarja 2019 so Johnsona kritizirali zaradi pripomb med kampanjo Leave 2016 glede vstopa Turčije v Evropsko unijo; zanikal je, da bi kdaj kaj takega rekel. Marca 2019 je Johnson kritiziral izdatke za preiskave obtožb o zlorabi otrok, namesto da bi denar šel za več policije na ulicah. Izjavo je močno kritizirala žrtev, poleg tega organizacije za preprečevanje zlorab, šef policije in notranja ministrica v senci Louise Haigh.

#### Novinarstvo
Julija 2018 je Johnson podpisal 12-mesečno pogodbo za pisanje člankov za Telegraph Media Group. Avgusta je Svetovalni odbor za imenovanja v podjetjih (ACoBA) sporočil, da je ta zaposlitev kršila Ministrski zakonik. Decembra je dobil ukaz, naj se opraviči Parlamentu, ker ni prijavil 50.000 funtov zaslužka. Parlamentarni komisar za standarde je ugotovil, da prestopki niso bili nenamerni in da Johnson v devetih primerih ni podal izjav, kot jih pravila zahtevajo.
V enem od prvih člankov, ki jih je objavil The Daily Telegraph, je Johnson pisal o prepovedi verskih pokrival na Danskem in se zavzel proti kakršni koli prepovedi burk ali nikaba, vendar je menil, da ženska v takih oblačilih spominja na »poštni nabiralnik« in »bančnega roparja«. Muslimanski svet Britanije (MCM) je Johnsona obtožil, da »se prilizuje skrajni desnici«. Več visokih konservativcev, med drugimi predsednica Theresa May, je pozvalo Johnsona, naj se opraviči. Drugi, na primer poslanka Nadine Dorries, so trdili, da njegove pripombe niso šle dovolj daleč in da je treba prekrivanje obraza prepovedati. V anketi Sky Newsa je 60 % vprašanih menilo, da Johnsonovi komentarji niso bili rasistični, 33 % pa, da so; 48 % jih je menilo, da se mu ni treba opravičiti, 45 % pa, da bi se moral. Neodvisna skupina, ki naj bi presodila Johnsonove pripombe, je decembra ugotovila, da prekrškov ni storil, da pa je njegov jezik lahko razumeti kot »provokativen«, da pa je bil »spoštljiv in strpen« in da ima pravico uporabiti »satiro«, da izrazi svoje mnenje. Septembra 2018 je Johnson v zvezi z Brexitom zapisal: »Odprli smo se za večno politično izsiljevanje. Okoli britanske ustave smo ovili bombni telovnik - in dali detonator Michelu Barnierju.« Starejši toryji so ga je močno kritizirali, Alan Duncan iz zunanjega ministrstva pa je obljubil, da bodo pripombe pomenile »politični konec Borisa Johnsona«.
Aprila 2019 je Neodvisna organizacija za standardizacijo tiska odločila o vsebini članka v The Daily Telegraph z dne 6. januarja 2019, »Britanci ne bodo pustili, da iz strahu podprejo pomilovanja vreden sporazum za Brexit, za katerega nihče ni glasoval«, ki ga je spisal Johnson. Trditev, da »britanska javnost z jasno večino podpira« Brexit brez dogovora, je napačna in »pomeni neupoštevanje potrebne skrbi za pravilnost vsebine v nasprotju s členom 1 (i)« smernic, zaradi česar organizacija zahteva, da se popravek lažne trditve objavi v tiskani izdaji in priloži spletni različici.

#### Pregon zaradi domnevnih nepravilnosti pri opravljanju javne funkcije
Zasebni tožilec Marcus Ball je zbral več kot 200.000 funtov od skoraj 6.000 podpornikov, da bi sodno preganjal Johnsona v treh točkah za kaznivo dejanje nepravilnosti pri opravljanju javnih funkcij. Johnson naj bi zlorabil zaupanje javnosti na referendumu o članstvu Združenega kraljestva v Evropski uniji leta 2016, ker je kot poslanec in kot župan Londona lagal o stroških za članstvo Združenega kraljestva v Evropski uniji. Vrhovno sodišče je primer 7. junija zavrglo.

### Kandidatura za vodjo konservativne stranke (2019)
16. maja 2019 je Johnson potrdil, da bo po odstopu Therese May kandidiral na volitvah za vodjo konservativne stranke. V intervjuju v začetku junija, tik pred obiskom Združenega kraljestva, je ameriški predsednik Donald Trump podprl Johnsona kot kandidata za mesto predsednika vlade.
12. junija je Johnson uradno začel svojo kampanjo z besedami: »Po treh letih in dveh zamujenih rokih moramo 31. oktobra zapustiti EU. Doseči moramo boljše rezultate od sedanjega sporazuma o odstopu, ki ga je Parlament trikrat zavrnil - in naj pojasnim, da ne želim doseči izida brez dogovora. Mislim, da ne bomo končali na tak način. Odgovorno je edinole, če se odločno in resno pripravimo na izhod brez pogodbe. Pravzaprav je presenetljivo, da kdorkoli lahko predlaga, da naj se odpovemo temu v pogajanjih ključnemu orodju.« V kampanji je Johnson opozoril na »katastrofalne posledice za zaupanje volivcev v politiko«, če bi vlada pritiskala na EU za nadaljnje podaljšanje roka. Zavzel se je za to, da se dodatek k dogovoru glede meje na Irskem (t. i. »Backstop«) črta iz vseh možnih sklepov Brexit in se zamenja z alternativami, pri tem pa obljubil, da bo plačilo v višini 39 milijard funtov za razvezo članstva, ki jih mora Združeno kraljestvo plačati EU ob odhodu, zadržal »dokler stvari ne postanejo jasnejše«. Johnson je sprva obljubil, da bo zmanjšal davek za dohodke nad 50.000 funtov s povišanjem 40-odstotnega davčnega praga na 80.000 funtov, ko pa je prišel pod dež na BBC, je predloge umaknil. Prav tako je napovedal, da bo dvignil mejo dohodka, nad katero nizko plačani delavci začnejo plačevati nacionalno zavarovanje.
Anketa 13. junija, ki so jo objavili člani stranke, je pokazala, da Johnson nedvomno vodi. V zadnjem glasovanju poslancev 20. junija je dobil 160 glasov in bil poleg Hunta imenovan za enega od finalnih dveh kandidatov. 19. julija je Reuters razkril, da je Johnson in njegove politične zaveznike aktivno podprl nekdanji ruski naftni tajkun Aleksander Temerko, ki je postal glavni donator konservativne stranke, po tem ko je leta 2004 pobegnil iz Rusije, da bi se izognil kazenskim ovadbam. Znano je, da ima Temerko, ki je po lastni izjavi na ti z Johnsonom, tesne vezi z rusko obveščevalno in varnostno službo. 
23. julija je bil s krepko večino izvoljen za predsednika torijcev.

## Predsednik vlade Združenega kraljestva
Dan po Johnsonovi izvolitvi je kraljica Elizabeta II. sprejela odstop Therese May in imenovala Johnsona za predsednika vlade. Za svojega glavnega svetovalca je imenoval Dominica Cummingsa, s katerim je sodeloval že pri kampanji za izstop iz Evropske unije.

### Brexit
V svojem prvem govoru je obljubil, da bo Združeno kraljestvo zapustilo Evropsko unijo 31. oktobra 2019 z dogovorom ali brez njega. 28. avgusta je oznanil, da je prosil kraljico, naj odloži zasedanja parlamenta od 10. septembra, kar bi omejilo možnost, da parlament blokira Brexit brez dogovora. Nekateri kritiki so potezo primerjali z državnim udarom, sprožila pa je tudi nekaj javnih protestov po državi. 24. septembra je vrhovno sodišče potrdilo, da je bil Johnsonov nasvet kraljici nezakonit, zato je bila odložitev nična.
3. septembra 2019 je oznanil namero razpisati splošne volitve, po tistem, ko so opozicijski poslanci in tudi nekateri uporni poslanci Konservativne stranke glasovali proti vladnemu poskusu prevzeti nadzor nad postopkom izstopa. Kljub nasprotovanju vlade je zakon, ki bi blokiral izstop brez dogovora, uspešno prestal postopek v spodnjem domu parlamenta, zato je Johnson predlagal splošne volitve 15. oktobra. Predlog je bil zavrnjen, saj ni prejel dvotretjinske podpore v zgornjem domu.

### Kabinet
24. julija 2019 je Johnson imenoval svoj »Kabinet za sodobno Britanijo«. Pri sestavljanju vlade je odstavil 11 ministrov in sprejel odstop še šestih, kar je njegov zaveznik Nigel Evans opisal kot »masaker«. To je bila najobsežnejša reorganizacija kabineta tekom vladavine iste stranke v vsej povojni zgodovini države.
Med drugim je imenoval Dominica Raaba za glavnega državnega sekretarja in državnega sekretarja za tuje zadeve ter zadeve Skupnosti narodov. Število ministrov je povečal na 33, od tega je imenoval četrtino žensk in vključil posebej veliko predstavnikov manjšin. Skoraj polovica ministrov se je šolala na univerzah v Oxfordu ali Cambridgeu. Ustanovil je tudi nov ministrski položaj zase, minister za Unijo, s čimer je izpolnil obljubo med kampanjo za vodjo stranke.

### Politika
Johnsonova vlada je kmalu napovedala povečanje javnih izdatkov za policijo, širokopasovne internetne povezave, šolstvo in bolnišnice (pri tem so večino obljubljenega denarja za slednje predstavljali prihranki zadnjih treh let, ki jih je prejšnja vlada blokirala). To je sprožilo ugibanja, da se pripravlja na predčasne volitve.
Na zunanjepolitičnem področju je obljubil podporo Kitajski in napovedal, da bo Združeno kraljestvo najbolj odprta država v Evropi za kitajske investicije. Podprl je tudi prostotrgovinski dogovor med Evropsko unijo in Mercosurjem, ki bi vzpostavil eno največjih prostotrgovinskih območij na svetu.
23. januarja 2020 je britanski parlament sprejel popravljen dogovor o izstopu iz Evropske unije, 29. januarja 2020 pa še Evropski parlament. 31. januarja 2020 je država tudi formalno izstopila iz zveze.

### Izguba parlamentarne večine in predčasne volitve (2019)
3. septembra 2019 je poslanec Phillip Lee prestopil k Liberalnim demokratom zaradi nestrinjanja z Johnsonovo politiko glede Brexita, zato je vlada ostala brez večine v spodnjem domu parlamenta. Isti dan je 21 upornih poslancev izgubilo funkcijo nadzornikov (whip), ker so podprli predlog opozicije.
5. septembra 2019 je iz družinskih razlogov odstopil Johnsonov brat Jo, dva dni kasneje pa zaradi nestrinjanja z discipliniranjem poslancev še ministrica za delo in pokojnine Amber Rudd.
Oktobra 2019 je bil tako razpuščen parlament in razpisane volitve za 12. december. Na volitvah je Konservativna stranka dobila 80-člansko večino, največjo od leta 1987.

### Pandemija koronavirusne bolezni 2019
Pandemija koronavirusne bolezni 2019 se je izkazala za resno krizo le nekaj mesecev po utrditvi oblasti. Združeno kraljestvo je kot ena zadnjih večjih evropskih držav uvedlo omejitve združevanja, zaprlo šole in prepovedalo javne prireditve. Vlada je 23. marca izdala ukaz, naj ljudje ostanejo doma razen posebej predpisanih izjem. V ta namen je sprejela t. i. koronavirusni zakon, ki ji je dal nova pooblasita za obdobje do dveh let.
27. marca je prišla v javnost novica, da je Johnson zbolel za boleznijo COVID-19. Ker simptomi niso popustili, je bil 5. aprila sprejet v bolnišnico, naslednji dan pa se mu je stanje poslabšalo, zato so ga premestili na oddelek za intenzivno nego; Dominic Raab je bil imenovan za njegovega namestnika. Intenzivno nego je zapustil 9. aprila, tri dni kasneje pa so ga premestili na okrevanje v podeželski dvorec Chequers. Na položaj se je vrnil 26. aprila.

## Politična ideologija
Ideološko se je Johnson opisal kot »eno-narodni torijec«. Politolog Tony Travers iz London School of Economics je opisal Johnsona kot »dokaj klasičnega - to je na strani majhne vloge države - rahlo evroskeptičnega konservativca«, ki je prav tako kot njegovi sodobniki Cameron in Osborne postal pristaš »modernega socialnega liberalizma«. Guardian pravi, da je kot župan Johnson združil ekonomski in socialni liberalizem, The Economist pa trdi, da s tem Johnson »presega svojo torijsko identiteto« in sprejema bolj liberalistične poglede. Stuart Reid, Johnsonov kolega pri časopisu The Spectator, je opisal poglede Johnsona kot poglede »liberalnega libertarca«. Business Insider je opozoril, da je Johnson kot župan Londona dobil sloves »liberalnega, sredinskega politika«. Johnsonov biograf in prijatelj Andrew Gimson je dejal, da medtem ko je »v gospodarskih in socialnih zadevah [Johnson] resnično liberalen«, v svoji osebnosti ohranja »torijski element« s svojo »ljubeznijo do obstoječih institucij in priznanjem neizogibnosti hierarhije«.

[Sem] za svobodni trg, strpen, široko liberalen (čeprav morda ne ultra-libertarijanski), nagnjen k zaslugam na temelju tradicij, proti reguliranju, za priseljence, lastne noge, alkohol, lov in motorje ter pripravljen braniti do smrti pravico verovati v reinkarnacijo.

Stuart Wilks-Heeg, izvršni direktor Democratic Audit, je dejal, da je »Boris politično okreten«, biografka Sonia Purnell pa je zapisala, da je Johnson redno spreminjal svoje mnenje o političnih vprašanjih, kar je po njenem mnenju »ideološka praznina pod togo zunanjostjo Torijca«. Kasneje je omenjala njegov »oportunistični - nekateri bi lahko rekli pragmatični - pristop k politiki«. Leta 2014 je nekdanji župan Ken Livingstone v intervjuju z New Statesmanom trdil, da se je Johnsona kot »najbolj trdega desnega ideologa po Thatcherjevi« najprej bal, v času Johnsonovega županovanja pa je namesto tega prišel do spoznanja, da je Johnson »dokaj len teleban, ki hoče samo povsod biti zraven«, ne da bi mu treba kaj dosti delati.
Philip Collins, ki piše za Prospect, je predlagal, da so Johnson in drugi pristaši Brexita v konservativni stranki »britanski golisti«, ki črpajo »iz pojmovanja naroda, ki ponovno rojeva spečo dušo svobode«. Predlagal je, da gre za obliko nacionalizma, ki pa ni »šovinističen«. V spletnem časopisu Politico Michael Hirsch primerja Johnsona s Trumpom, češ da sta oba zagovornika »novega nacionalizma«. Johnson je odgovoril, da »ni nacionalist, če so s tem mišljeni ksenofobi ali ljudje, ki odklanjajo druge države in kulture«.
Purnell meni, da je Johnson »predvsem elitist«. V članku z naslovom »Naj živi elitizem« je Johnson izjavil, da bi »brez elit in elitizmov človeštvo še vedno živelo v jamah«. Vendar pa je po kampanji za Brexit kritiziral »cinizem elite« o Brexitu, opisal »zaroto elite, da spodnese Brexit«, in jo obtožil, da je »odkrito brezbrižna do težav, ki jih njihova politika povzroča«. Nekateri mediji so ga zato označili za populista.

### Stališča o priseljevanju in Evropski uniji
Purnell je verjel, da je vpliv družine z materine strani, levičarske družine Fawcett, v Johnsonu razvil »iskren odpor do rasne diskriminacije«. Johnson je pohvalil nekdanjega predsednika vlade Winstona Churchilla: »Churchill je rešil to državo in celotno Evropo barbarske fašistične in rasistične tiranije in naš dolg do njega je neprecenljiv.« Dodal je, da je Churchill »igral izjemno vlogo kot socialni reformator, s svojo skrbjo za delovne ljudi in njihova življenja«. Johnson je bil kot župan Londona znan kot zagovornik priseljevanja. Leta 2018 se je med pogajanji o Brexitu zavzel za liberalnejši pristop k priseljevanju od pristopa Therese May.
Leta 2003 je Johnson o EU dejal: »Nikakor nisem ultra-evroskeptičen. Na določen način malce obožujem Evropsko unijo. Če je ne bi imeli, bi morali nekaj takega izumiti.« Od leta 2009 dalje se je zavzemal za referendum o članstvu Velike Britanije v EU.  Leta 2018 je med pogajanji o Brexitu zahteval, da Britanija zapusti enotni trg. Rekel je, da je članstvo Združenega kraljestva v EU privedlo do pritiska na plače »domorodcev« in izrazil mnenje, da EU namerava ustvariti »superdržavo«, s katero želi oropati Združeno kraljestvo njegove suverenosti. Leta 2019 je Johnson dejal, da bo državo 31. oktobra spravil iz EU, bodisi z dogovorom, bodisi brez njega. Če bi prišlo do Brexita brez dogovora, bi moralo Združeno kraljestvo trgovati s svetom (med drugimi tudi z državami članicami EU) po pogojih Svetovne trgovinske organizacije namesto po ugodnejših pogojih, ki veljajo za članice EU.

## Javna osebnost
Splošno je znan kot »Boris«, dobil pa je še druge vzdevke, med drugim »BoJo«, zlepljenko iz njegovega imena in priimka. Njegova javna osebnost je »blagovna znamka Boris«, ki naj bi jo razvil med študijem v Oxfordu. Max Hastings je to javno podobo označil kot »fasado, ki združuje duhovitost, šarm, sijaj in presenetljive pobliske neuravnovešenosti«, politik Andrew Crines pa pravi, da Johnson kaže »značaj simpatičnega in zaupanja vredne osebe z močnim intelektualnim kapitalom«. Urednik Private Eye Ian Hislop pravi: »Je naš Berlusconi ... Edini politik, v katerega družbi se počutimo dobro, vsi drugi so preveč zaposleni s svojo lastno odgovornostjo.« Novinar Dave Hill piše, da je Johnson »enkratna osebnost britanske politike, zmes komedijanta, prevaranta, destruktiven showman in populistična medijska konfekcija«.
 

Johnson namerno goji »napol zanemarjen videz«, na primer tako, da si na zase značilen način razkuštra lase, preden se pokaže v javnosti. Purnellova ga je opisala kot »maničnega samopromotorja«, ki je svoje življenje polnil z »zabavo in šalami«. Kot odgovor na oznako šaljivca je Johnson izjavil, da »je humor pripomoček, s katerim lahko posladkaš grenko tableto in uspeš predstaviti pomembne točke«. Kot pravi biografinja, so bili njegovi sodelavci redno mnenja, da je Johnson izrabil ljudi za svoje interese, Gimson pa je zapisal, da gre pri Johnsonu za »enega od največjih laskavcev našega časa«. Po Purnellovi se je resnim vprašanjem izognil z »nekaj humorja in veliko predrznosti«. Gimson pravi, da je Johnson »human človek ... zmožen biti neverjetno brezobziren do drugih«, kadar je šlo za njegove lastne interese. Gimson je tudi opozoril, da ima Johnson »pretirano željo, da bi bil ljudem všeč«.

Boris je original - nasprotje stereotipa, izjema za pravila. Prekomerna telesna teža in zanemarjena zunanjost sta nasprotje zapete, polikane javne podobe politika. Podoben je »človeški košari za perilo«, ki tu in tam zjutraj pozabi na prho.

 Purnellova pravi: »[Johnson] je blagoslovljen z neizmerno karizmo, duhovitostjo, seksualno privlačnostjo in zlatim prahom javne osebe, ki so poznajo in ljubijo milijoni - čeprav jih morda veliko manj med onimi, ki so morali tesno sodelovati z njim (kaj šele biti odvisni od njega). Iznajdljiv, zvit in strateški, lahko izvede resne politične pretrese, ko večje dobro vodi do osebne koristi, vendar pa te težnje le redko temeljijo na konkretnih dosežkih, kaj šele na podrobnih načrtih.« Poleg tega avtorica opozarja, da je Johnson »zelo neprozoren«, kadar gre za njegovo zasebno življenje, da drži druge ljudi na razdalji od sebe in da ima zelo malo, če sploh kaj, intimnih prijateljev. Med prijatelji in v družini je Johnson znan kot »Al« in ne kot »Boris«. Gimson pravi, da ima Johnson »zelo slabe manire. Nagnjen je k zamujanju, vseeno mu je, da je pozen, in na obleko ne daje veliko pozornosti«. Kot zelo ambiciozen in zelo tekmovalen človek je Johnson kot rojen »za nenehen boj za prevlado«. Posebno so ga razburili ljudje, za katere je menil, da žalijo njegovo zasebno sfero; na primer, ko je članek v The Telegraphu razburil Johnsona, je uredniku poslal enostavno e-sporočilo »J*i se in umri«. Johnson skriva svojo brezobzirnost »za neumnost, samo-poniževanje in humor«; je pristaš »praktičnih šal in robatih spolnih opazk«.

## Osebno življenje
Johnson je najstarejši od štirih otrok Stanleyja Johnsona, nekdanjega konservativnega poslanca Evropskega parlamenta in uslužbenca Evropske komisije in Svetovne banke, ter slikarke Charlotte Johnson Wahl (rojene Fawcett),  hčere odvetnika Sir Jamesa Fawcetta in predsednika Evropske komisije za človekove pravice. Njegovi mlajši bratje in sestre so Rachel Johnson, pisateljica in novinarka; Leo Johnson, partner, specialist za trajnost v računovodski družbi PricewaterhouseCoopers; in Jo Johnson, nekdanji državni sekretar za univerze, znanost, raziskovanje in inovacije ter konservativni poslanec za Orpington. Johnsonova mačeha Jenny, druga žena njegovega očeta Stanleyja, je pastorka Teddyja Sieffa, nekdanjega predsednika družbe Marks &amp; Spencer. Aprila 2017 se je Rachel Johnson pridružila liberalnim demokratom v protest proti konservativni politiki Brexita; med 2008 in 2011 je bila članica konservativcev. 
Johnson ima (oziroma je imel do 2016) dvojno državljanstvo, državljanstvo Združenega kraljestva in Združenih držav Amerike, saj je bil rojen v New Yorku angleškim staršem. Leta 2014 je Johnson priznal, da nasprotuje zahtevi davčnih organov ZDA za davek od kapitalskih dobičkov ki ga je nazadnje plačal. Februarja 2015 je objavil svojo namero, da se bo odrekel ameriškemu državljanstvu, da bi s tem dokazal svojo zvestobo Združenemu kraljestvu, kar je storil leta 2016. Johnson tekoče govori francosko in italijansko ter dobro razume nemško, špansko in latinsko. Latinščino pogosto uporablja za citate v svojih časopisnih kolumnah in govorih.
Leta 1987 se je poročil z Allegro Mostyn-Owen, hčerko umetnostnega zgodovinarja Williama Mostyna-Owena in italijanske pisateljice Gaie Servadio; Njuna zakonska zveza je bila razveljavljena leta 1993, 12 dni kasneje pa se je poročil z Marino Wheeler, hčerko novinarja in radijca Charlesa Wheelerja ter njegove žene Dip Singh. Pet tednov kasneje se jima je rodil prvi otrok. Družini Wheeler in Johnson se poznata že desetletja; Marina Wheeler je obiskovala Evropsko šolo v Bruslju hkrati s svojim bodočim možem. Imata štiri otroke: dve hčerki in dva sinova.
Med leti 2000 in 2004 je imel Johnson kot Spectatorjev urednik afero s kolumnistko Petronello Wyatt. V tem času je bila ona dvakrat noseča, a sta bili nosečnosti prekinjeni. Domnevne afere z novinarko Guardiana Anno Fazackerley, ki jo je razkril tabloid News of the World aprila 2006, par ni komentiral, je pa Johnson kmalu po objavi Anno Fazackerley zaposlil. Leta 2009 je umetnostna svetovalka Helen MacIntyre rodila Johnosonovo hčerko. Sprva ji je uspelo sodno prikriti očetovstvo, leta 2013 pa je prizivno sodišče razveljavilo o odredbo o prepovedi poročanja o otroku; sodnik je odločil, da ima javnost pravico vedeti za Johnsonovo »lahkomiselno« vedenje. Johnson naj bi imel vsaj še enega izvenzakonskega otroka, a se vprašanjem o številu otrok izogiba.
Septembra 2018 sta Johnson in Wheelerjeva v skupnem obvestilu sporočila javnosti, da sta se po 25 letih poroke »pred nekaj meseci« ločila in začela postopek razveze. Sporazumni dogovor glede družinskih financ sta sklenila februarja 2020.
Leta 2019 je Johnson živel s Carrie Symonds, hčerko soustanovitelja Independenta Matthewa Symondsa in odvetnice Josephine Mcaffee. Carrie Symonds je v preteklosti delala za Johnsonovo kampanjo ponovne izvolitve za župana Londona. 29. februarja 2020 sta oznanila, da sta se konec leta 2019 zaročila in da pričakujeta otroka. Njun sin Wilfred Lawrie Nicholas Johnson se je rodil 29. aprila 2020.

## Podoba v javnosti in zapuščina
Johnson je v britanski politiki in novinarstvu kontroverzna osebnost. Njegova biografka Sonia Purnell ga je opisala kot »izredno nekonvencionalnega, vendar pa prepričljivega politika v obdobju po Blairu«. Dodala je, da ga »imajo radi milijoni—čeprav najbrž manj tisti, ki so morali kdaj delati ob njem ali bili odvisni od njega«. Johnson je pri srcu »širokemu preseku javnosti« in pride z ljudmi v stik na način, ki ga drugi konservativci niso zmožni. »Ljudje ga imajo radi, ker jih spravi do smeha«, tako da je »priljubljen na vrhu in na dnu Konservativne stranke«.
Med volitvami za župana leta 2008 je Johnson »polariziral mnenja do skrajnosti«, kritiki pa so v njem videli »malo klovna in rasista ter malo slabo in pobožnjaško osebo«. Guardian ga je na primer opisal kot »dvornega norčka, telebana, vase zagledanega sociopata in serijskega lažnivca«, laburistka Hazel Blears pa v njem vidi »neprijetnega desničarskega elitista, z odbijajočimi pogledi in kriminalnimi prijatelji«.
 

V zadnjem času je Johnson vzbudil primerjave z ameriškim predsednikom Donaldom Trumpom. Junija 2016 ga je Nick Clegg opisal kot »Donalda Trumpa z leksikonom«, njegov kolega, konservativni poslanec Kenneth Clarke, pa kot »prijetnejšega Donalda Trumpa«. Funkcionar Evropske unije Martin Selmayr je možnoist izvolitve Johnsona in Trumpa opisal kot »grozljiv scenarij«. Čeprav je bil Johnson večkrat kritičen do Trumpa, preden je ta postal predsednik Združenih držav, je Trumpa kot predsednika hvalil, vendar se z mnogimi njegovimi odločitvami ne strinja. The Economist mu je konec leta 2018 ob nagradah za najslabše britanske politike podelil najvišje priznanje (»politik, ki je najbolj uspešno razočaral svojo stranko in državo«). The Economist je opisal Johnsona kot enega od arhitektov »katastrofe Brexit«:
V veliki množici kandidatov je bilo najti samo enega, ki je izjemen. Kot zunanji minister je bil Johnson neuspešen. V vladnem kabinetu se je pričkal z gospo May. Iz zadnjih vrst v parlamentu je zelo glasno dvigal prah proti njenim predlogom, prav tako v svoji dobičkonosni kolumni, ne da bi prišel na dan s kako pravo alternativo. Demagog, ki ni državnik, je najbolj neodgovoren politik, kar jih je država videla že vrsto let.

### V pop kulturi
Johnsona je leta 2017 v BBC-jevi drami Theresa proti Borisu: Kako je Mayjeva postala predsednica vlade upodobil Will Barton, Richard Goulding pa v filmu HBO in Kanala 4 Brexit: brezobzirna vojna.